# Битва при Львове (1695)
Битва при Львове (пол. Bitwa pod Lwowem) — сражение 11-12 февраля 1695 года между войсками Речи Посполитой и крымскими татарами во время польско-турецкой войны 1683—1699 гг. 
Крымские татары под предводительством калги Шахбез-Герая (также Яласа Аги, Саадета и Кази-Гирея) силами в 8-12 тысяч прорвали польскую блокаду Каменца-Подольского и доставили продовольствие голодающей крепости, а затем двинулись дальше в направлении Львова.
Татары хотели использовать фактор неожиданности, поэтому против своего обыкновения не подожгли окрестных сел и, подходя к городу, решили атаковать Львов с севера. Тем самым они своим внезапным появлением 11 февраля очень удивили поляков. Татарам действительно удалось захватить поляков врасплох, и после неудачных атак на мост они обошли польские позиции в пригородах, заставив польское войско, находящееся под угрозой окружения, отступить к самым стенам Львова. Отступление принесло полякам значительные потери, а большой группе татар удалось прорваться через ворота в сам город и прорвались к площади Старый рынок. Тем временем захваченный врасплох великий гетман коронный Станислав Ян Яблоновский сумел собрать под городом около 4 тысяч войска. 
Шли ожесточенные бои, которые продолжались до 12 февраля. Польской кавалерии пришлось сражаться с татарами на узких улицах. Из-за стен монастырей спешившаяся конница вела огонь по нападавшим. Татарскую атаку удалось отбить только благодаря помощи горожан и местных крестьян, вооружённых цепами, и стрельбе с городских стен.
Польские потери в самой битве (около 400 человек), скорее всего, равнялись татарским. Лишь на обратном пути орда пустила традиционную облаву, разграбила деревни и взяла ясырь, который пришлось убить из-за суровой погоды и голода. Сами ордынцы также понесли большие потери во время отхода, пало много лошадей, и большая часть татар, не достигнув цели, вернулась пешком.
Татарский поход, который должен был принудить Польшу к миру, закончился неудачей.